# اسب بربر

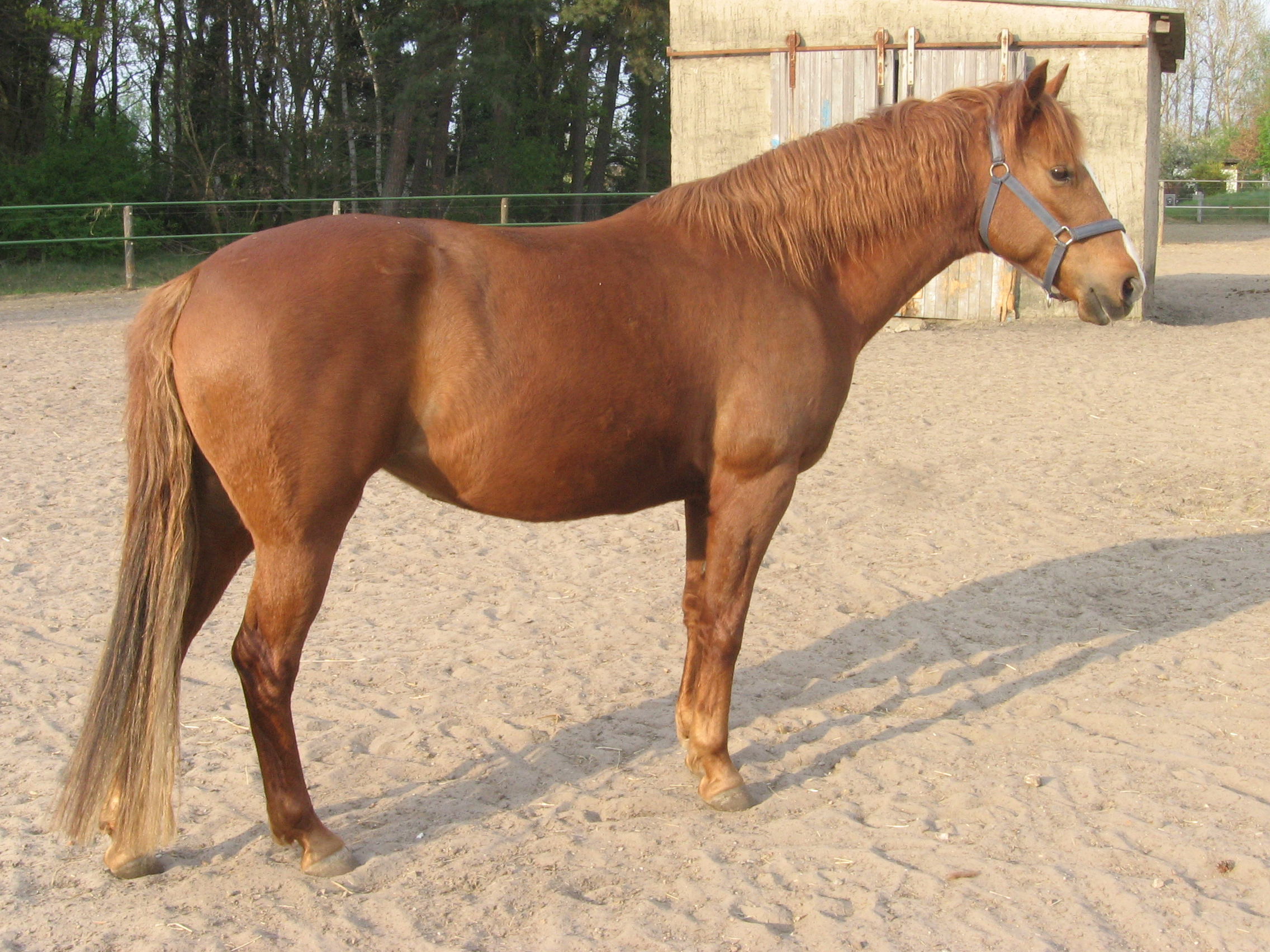
ترکیب ساختاری بارب

اسب بارب یا بربر (بربری: Ayis Amaziɣ؛ عربی: حصان بربری) یک نژاد اسب سواری در آفریقای شمالی با سرسختی و بردباری زیاد است. ارتباط نزدیکی با مردم بربر یا آمازیغ مغرب دارد. این نژاد بر تعدادی از نژادهای نوین، از جمله بسیاری از نژادها در شمال و غرب آفریقا تأثیر گذاشته است.
زمانی که بارب‌ها به اروپا وارد می‌شدند، گاهی با عرب‌ها اشتباه گرفته می‌شدند، اگرچه ویژگی‌های فیزیکی متفاوتی دارند. اروپاییان دیدند که اندازه آنها شبیه به هم است و گردانندگان آنها مسلمانان بربر بودند که به زبان عربی صحبت می‌کردند. نمونه‌ای از این سردرگمی‌ها این است که گودولفین عربیان، یکی از پدران اصلی نژاد اصیل، یک اسب نر عربی بود، اما به دلیل اصالت تونسیاش، به عنوان «بارب گودولفین» یاد می‌شد.